# Waleria z Mediolanu
Waleria z Mediolanu – męczennica chrześcijańska, święta Kościoła katolickiego, według tradycji żona Witalisa z Mediolanu oraz matka męczenników Gerwazego i Protazego.
Poniosła śmierć z rąk pogan, w okolicach lub samym Mediolanie, w czasach Nerona lub Marka Aureliusza, po tym, jak jej męża pogrzebano żywcem za odmowę wyrzeczenia się Jezusa Chrystusa. Niewykluczona jest również śmierć małżonków w III wieku w czasach Dioklecjana.
Wspomnienie liturgiczne św. Walerii obchodzone jest wspólnie ze świętymi: Witalisem  i Ursycynem 28 kwietnia.
Jej relikwie znajdują się w Muzeum Brytyjskim i Thibodaux w Luizjanie.
Jest patronką Seregno (prowincja Mediolan, Włochy) i  Thibodeaux (Luizjana, USA).